# Drávaszabolcs
Drávaszabolcs is een plaats (község) en gemeente in het Hongaarse comitaat Baranya. Drávaszabolcs telt 711 inwoners (2001).